# Српски економист
Српски економист је био часопис за економску и финансијску политику и статистику.
Излазио је двапут месечно у периоду 1903-1905. година у Београду. Власник и одговорни уредник био је Ђорђе Ранојевић, секретар Београдске берзе.
Био је први прави економски часопис у Србији. Бавио се актуелним економским проблемима и пословима из области као што су пољопривреда, занати и индустрија, саобраћај, трговина, социјална политика, државне финансије, банкарство, новац и валута, литерарни прегледи, полемике, биографије, берзанске вести. Посебан нагласак стављао је на анализу државних економских политика. Главни сарадници били су Велимир Бајкић, Момчило Нинчић, Урош Стајић, Милан Влајинац, Љубомир Андрејевић, Милоје С Васић и други.